# Hartford WCT 1982 - Doppio
Il doppio del torneo di tennis Hartford WCT 1982, facente parte della categoria World Championship Tennis, ha avuto come vincitori Bob Lutz e Dick Stockton che hanno battuto in finale Mike Cahill e Tracy Delatte con il punteggio di 7–6, 6–3.

## Teste di serie
1. Anand Amritraj /  Eric Fromm (primo turno)

1. Jose-Luis Damiani /  Hans Gildemeister (primo turno)

## Tabellone

### Legenda
| - Q = Qualificato - WC = Wild card - LL = Lucky loser | - ALT = Alternate - SE = Special Exempt - PR = Protected Ranking | - w/o = Walkover - r = Ritirato - d = Squalificato |

|  | Quarti di finale           | Quarti di finale                    | Quarti di finale                    | Quarti di finale | Quarti di finale |  |  | Semifinali                 | Semifinali                 | Semifinali                | Semifinali                | Semifinali                |   |   | Finale                 | Finale                 | Finale                 | Finale | Finale |  |
|  |                            |                                     |                                     |                  |                  |  |  |                            |                            |                           |                           |                           |   |   |                        |                        |                        |        |        |  |
|  |                            | Bob Lutz Dick Stockton              | Bob Lutz Dick Stockton              | 7                | 6                |  |  |                            |                            |                           |                           |                           |   |   |                        |                        |                        |        |        |  |
|  | 1                          | Anand Amritraj Eric Fromm           | Anand Amritraj Eric Fromm           | 6                | 4                |  |  | Bob Lutz Dick Stockton     | Bob Lutz Dick Stockton     | 6                         | 6                         | 7                         |   |   |                        |                        |                        |        |        |  |
|  | Steve Meister Craig Wittus | Steve Meister Craig Wittus          | 3                                   | 6                | 6                |  |  | Steve Meister Craig Wittus | Steve Meister Craig Wittus | 7                         | 3                         | 6                         |   |   |                        |                        |                        |        |        |  |
|  | Kevin Curren Bill Scanlon  | Kevin Curren Bill Scanlon           | 6                                   | 4                | 4                |  |  |                            |                            |                           |                           |                           |   |   | Bob Lutz Dick Stockton | Bob Lutz Dick Stockton | Bob Lutz Dick Stockton | 7      | 6      |  |
|  | Mike Cahill Tracy Delatte  | Mike Cahill Tracy Delatte           | Mike Cahill Tracy Delatte           | 6                | 6                |  |  |                            |                            | Mike Cahill Tracy Delatte | Mike Cahill Tracy Delatte | Mike Cahill Tracy Delatte | 6 | 3 |                        |                        |                        |        |        |  |
|  | Rocky Royer Derek Tarr     | Rocky Royer Derek Tarr              | Rocky Royer Derek Tarr              | 3                | 2                |  |  | Mike Cahill Tracy Delatte  | Mike Cahill Tracy Delatte  | 7                         | 5                         | 7                         |   |   |                        |                        |                        |        |        |  |
|  |                            | Mark Dickson Terry Moor             | Mark Dickson Terry Moor             | 6                | 6                |  |  | Mark Dickson Terry Moor    | Mark Dickson Terry Moor    | 6                         | 7                         | 6                         |   |   |                        |                        |                        |        |        |  |
|  | 2                          | Jose-Luis Damiani Hans Gildemeister | Jose-Luis Damiani Hans Gildemeister | 4                | 4                |  |  |                            |                            |                           |                           |                           |   |   |                        |                        |                        |        |        |  |